# NGC 1967
NGC 1967 (również ESO 56-SC126) – gromada otwarta, znajdująca się w gwiazdozbiorze Złotej Ryby. Należy do Wielkiego Obłoku Magellana. Odkrył ją John Herschel w 1835 roku.